# Chleuastochoerus
Chleuastochoerus — вимерлий рід родини свиневих, що мешкав у міоцені та пліоцені в Росії та Східній Азії.